# 寅次郎的故事6 纯情篇
《寅次郎的故事6 纯情篇》（日語：男はつらいよ 純情篇）是一部1971年上映的日本喜剧电影，亦是《寅次郎的故事系列》的第六部剧场版作品。由山田洋次导演，渥美清、倍赏千惠子、前田吟、森川信及若尾文子等等主演。於1971年1月15日上映。

## 剧情简介
漂亮的夕子与丈夫决裂，为了躲避丈夫的骚扰，租了寅次郎在老家柴又的房间暂住，不料寅次郎突然回家。天生浪漫的寅次郎见到夕子，自是神魂颠倒，不断借故搭讪。但好景不长，夕子的丈夫回心转意，低声下气向夕子求饶，最后把妻子接回家。注定做失恋专家的寅次郎又好梦成空，被打回原形。

## 主要演员
- 车寅次郎：渥美清
- 诹访樱：倍赏千惠子
- 明石夕子：若尾文子
- 车龙造：森川信
- 车つね：三崎千惠子
- 诹访博：前田吟
- 御前样：笠智众
- 梅太郎：太宰久雄
- 梅太郎的妻：水木涼子
- 源公：佐藤蛾次郎
- 千造：森繁久弥
- 绢代：宫本信子
- 山下医师：松村达雄
- 夕子的夫：垂水悟郎

## 奖项
- 第26届每日电影奖之导演奖／山田洋次
- 第22届艺术选奖之文部大臣奖／渥美清

### 英文
- . 英国电影协会.   [2011-01-18]. （原始内容存档于2012-10-17） （英语）.
- . Complete Index to World Film.   [2011-01-18]. （原始内容存档于2012-09-13） （英语）.

### 德文
- . www.molodezhnaja.ch.   [2011-01-18]. （原始内容存档于2010-08-10） （德语）.

### 日文
- . www.allcinema.net.   [2011-01-18]. （原始内容存档于2012-10-18） （日语）.
- . 日本电影院数据库（日本文化厅）.   [2011-01-18]. （原始内容存档于2011-10-08） （日语）. 外部链接存在于|publisher= (帮助)
- . 日本电影数据库.   [2011-01-18]. （原始内容存档于2011-05-14） （日语）.
- . 电影旬报.   [2011-01-18]. （原始内容存档于2012-03-09） （日语）.

### 中文
- . 豆瓣电影.   [2011-03-15]. （原始内容存档于2012-04-14）.